# Гийас ад-Дин Мухаммад Гури
Гийа́с ад-Ди́н Абу́-ль-Фа́тх Муха́ммад ибн Б́аха ад-Ди́н Са́м I Гу́ри (перс. غیاث‌ الدین محمد بن سام‎‎; 1139, Гор, Гуридский султанат — 11 февраля 1202, Герат, Гуридский султанат), более известный как Гийа́с ад-Ди́н Муха́ммад Гу́ри — султан из династии Гуридов (1163—1202). Во время его правления династия Гуридов стала мировой державой, простиравшейся от Горгана до Бенгалии.
Во время своего раннего правления он победил Гуридов-претендентов на трон и сражался с Хорезмшахами за господство в Хорасане. Он оккупировал Герат в 1176 году и продолжал устанавливать контроль над большей частью того, что сейчас является Афганистаном, и прилегающими районами к 1200 году, а также далеко на запад, до Бастама и Горгана. Его брат, Муиз ад-Дин, помогал управлять и расширять восточную часть империи (вплоть до Бенгалии) и служил Гийасу с преданностью и почтением. Гийас ад-Дин скончался в 1202 году, и его преемником стал его брат Муиз ад-Дин.

## Ранняя жизнь
Гийас родился в 1139 году в провинции Гор (современный Афганистан). Он был сыном Баха ад-Дина Сама I (? — 1149), который недолго правил как малик династии Гуридов в 1149 году. У Гийаса также был младший брат по имени Муиз ад-Дин (1149—1206). В ранние годы жизни Гийас вместе с Муиз ад-Дином были заключены в тюрьму их дядей Ала ад-Дином Хусейном (1149—1161), но позже были освобождены сыном последнего Сайф ад-Дином Мухаммадом (1161—1163). Когда Сайф умер в 1163 году, гуридская знать поддержала Гийаса ад-Дина и помогла ему взойти на султанский трон.

## Правление
Когда Гийас ад-Дин взошел на трон, его брат Муиз ад-дин помог ему убить соперника — гуридского вождя по имени Абу-ль-Аббас. Однако на этом семейные споры Гуридов не закончились. Вскоре Гийасу бросил вызов его дядя Фахр ад-Дин Масуд (? — 1163), который претендовал на трон и вступил в союз с Тадж ад-Дином Йылдызом, сельджукским губернатором Герата и Балха. Гийас ад-Дин победил и убил наместника сельджуков во время битвы, а затем продолжил завоевывать Заминдавар, Бадгис, Гарчистан и Гузган. Он пощадил Фахр-ад-Дина и восстановил его в качестве правителя Бамиана. Фахр ад-Дин позднее умер, и ему наследовал его сын Шамс ад-Дин Мухаммад ибн Масуд (1163—1192), который быстро захватил Балх, Чаганиян, Вахш, Джарум, Бадахшан и Шигнан у Каракитайского ханства и таким образом получил титул султана от Гийаса.

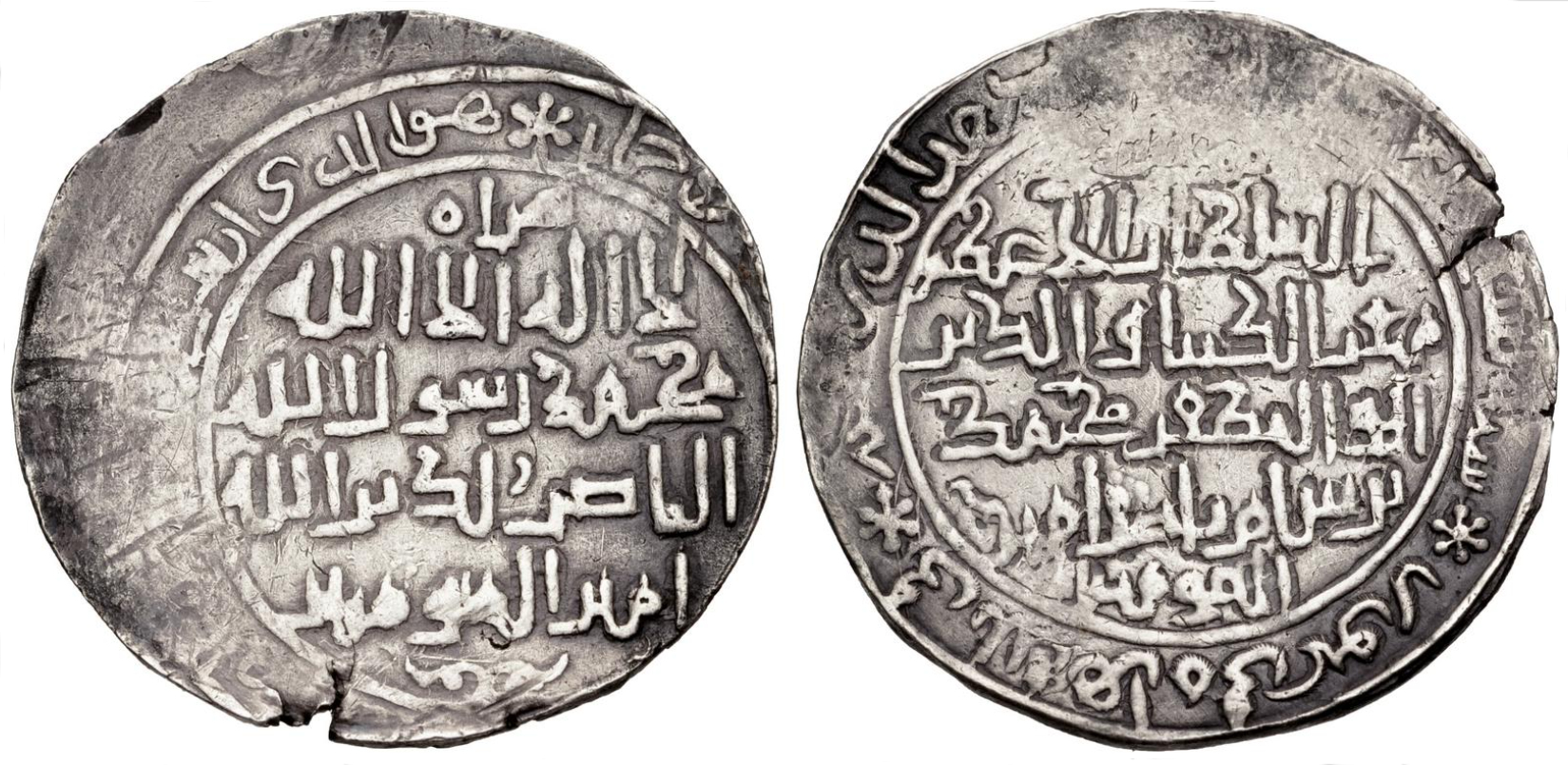
Чеканка монет Гийас ад-Дин Мухаммада (558-599 гг. хиджры, 1163-1203 гг. н.э.) Монетный двор Балдат Герат. Датируется 1202-3 гг. н.э.

В 1173 году Гийас ад-Дин вторгся в Газни и разгромил турок-огузов, отнявших город у Газневидов. Затем он поставил своего брата Муиз ад-Дина правителем Газни . Два года спустя он захватил Герат и Пушанг у сельджукского правителя Баха ад-Дина Тогрила. Вскоре после этого правитель Систана Тадж ад-Дин Харб ибн Мухаммад признал суверенитет Гийаса, а также турки-огузы, контролировавшие Керман.
В тот же период хорезмский принц Султан-шах (? — 1193), изгнанный из Хорезма своим братом Текешем, нашел убежище в Горе и обратился за военной помощью к Гийасу ад-Дину. Гийас, однако, не помог последнему. Вместо этого Султан-шах сумел получить помощь от
каракитайского ханства и начал грабить северные гуридские владения. В 1186 году Гийас вместе с Муиз ад-Дином уничтожили династию Газневидов, захватив Лахор, где казнили правителя Газневидов Хосрова Малика. С помощью правителей Бамиана, Систана и его брата Муиз ад-Дина Гийас ад-Дин в 1190 году нанес поражение войскам Султан-шаха при Марв-Эль-руде. Он также аннексировал большую часть территорий последнего в Хорасане. Вскоре после этого началась война между Хорезмшахами и Гуридами. Текеш напал на Герат, а Каракитаи вторглись в Гузган. Однако оба они потерпели поражение от Гийаса.
В 1200 году Текеш скончался, и ему наследовал Мухаммад-хан (принявший почетное имя Ала ад-Дин). Первыми об этом узнали Гийас и Муиз ад-Дин. Через несколько недель братья уже двинули свои войска на запад, в Хорасан. После того, как они захватили Нишапур, Муиз ад-Дин был послан в экспедицию на Рей, но он позволил своим войскам выйти из-под контроля и не продвинулся дальше Горгана, что вызвало критику со стороны Гийаса, что привело к единственной ссоре между братьями, о которой сообщалось. Гийас ад-Дин назначил сына Фахр ад-Дина Масуда, Тадж ад-Дина Занги, правителем города. В то время как другой гурид по имени Насир ад-Дин Мухаммад Харнак был назначен губернатором Мерва.

## Смерть
11 февраля 1202 года Гийас ад-Дин Абу-ль-Фатх Мухаммад скончался в Герате. Ему наследовал его брат Муиз ад-Дин, который быстро вернулся в Гор из Индии и заручился поддержкой гуридской знати. Они короновали его как султана империи Гуридов в Фирузкухе.